# Ołena Nowhorodczenko
Ołena Nowhorodczenko, ukr. Олена Новгородченко (ur. 5 lutego 1988 w Switłowodsku) – ukraińska siatkarka, grająca na pozycji rozgrywającej, reprezentantka kraju.

## Sukcesy klubowe
Puchar Ukrainy:
- 2004, 2005, 2006, 2007, 2013

Mistrzostwo Ukrainy:
- 2005, 2006, 2007, 2008, 2011, 2012, 2013, 2014

Puchar Rumunii:
- 2015

Mistrzostwo I Ligi:
- 2017[3]
- 2018, 2019
- 2016

## Sukcesy reprezentacyjne
Mistrzostwa Europy Juniorek:
- 2006

Liga Europejska:
- 2017[4]